# Psidium rutidocarpum
Psidium rutidocarpum là một loài thực vật có hoa trong Họ Đào kim nương. Loài này được Ruiz & Pav. ex G.Don miêu tả khoa học đầu tiên năm 1832.